# Ils sont Fous, on s'en fout
 (mai 2024).
Pour plus de détails, voir Fiche technique et Distribution.
Ils sont fous, on s'en fout est un film documentaire ivoirien réalisé par Seydou Coulibaly et sorti en 2009,,.

## Synopsis
Incursion dans le monde des malades mentaux. Ces personnes qu’on appelle communément fous ne sont pas aussi fous qu’on le croit. Et même s’ils étaient fous, ils ont tout de même droit à des égards. Les pouvoirs publics doivent les traiter avec beaucoup d’humanité.

## Fiche technique
- Titre original : Ils sont fous on s'en fout[5],[6]
- Titre français : Ils sont fous on s'en fout[7],[8]
- Réalisation :Seydou Coulibaly
- Scénario : Seydou Coulibaly[9]
- Pays d'origine : Côte d’Ivoire
- Langue : français
- Genre : documentaire
- Date de sortie : 2009

## Récompenses
2013 – Prix de la ville de Ouagadougou au 23e Fespaco,.